# Візирма
Ві́зирма (рос. Визирма) — річка в Удмуртії (Селтинський та Сюмсинський райони), Росія, права притока Кільмезю.
Річка починається за 1,5 км на південь від села Ключевка, біля кордону двох районів. Річка спочатку тече на південний захід, а вже на території Сюмсинського району повертає на південний схід і тече так до самого гирла. Впадає до Кільмезі на території села Пумсі. Береги річки на всьому протязі заліснені та заболочені. Приймає декілька приток.
В самому гирлі річки розташоване село Пумсі, а саме територія колишнього селища. Через річку збудовано 2 автомобільних мости та 2 залізничних для вузькоколійки.